# VSE St. Pölten
Maillots
Le VSE St. Pölten était un club de football autrichien basé à Sankt Pölten.

## Historique
- 1920 : Fondation du club.
- 2000 : Fusion du club.

## Anciens joueurs
- Ernst Aigner
- Muhammet Akagündüz
- Peter Artner
- Mario Kempes
- Zlatko Kranjčar
- Arminas Narbekovas
- Dieter Ramusch
- Laurentiu Reghecampf
- Walter Schachner
- Frenk Schinkels
- Ivica Vastic